# Samuel Rawson Gardiner
Pour les articles homonymes, voir Gardiner.
Samuel Rawson Gardiner, né le 4 mars 1829 à New Alresford et mort le 24 février 1902 à Sevenoaks, est un historien britannique spécialiste de l'histoire de l'Angleterre du XVIIe siècle. C'est un des historiens les plus réputés de la première révolution anglaise, qu'il qualifie de « révolution puritaine ».

## Biographie
Fils de Rawson Boddam Gardiner, il est né près d'Alresford, dans le comté de Hampshire. Il étudie au Winchester College et au collège Christ Church à Oxford, où il obtient une mention très bien (first-class honours) dans les Literae Humaniores, c'est-à-dire les Humanités classiques. Il est ensuite élu fellow par les collèges d'All Souls (1884) et de Merton (1892). Pendant quelques années, il est professeur d'histoire moderne au King's College de Londres, une discipline à laquelle il dévoue le reste de sa vie. En 1896, il est choisi pour donner la première série des Ford Lectures (conférences Ford) à l'Université d'Oxford. Il meurt à Sevenoaks, âgé de 72 ans.

## Œuvre et style
Gardiner publie son étude historique de l'Angleterre en trois séries de 19 volumes, à l'origine publiés sous différents titres, commençant avec l'accession au trône du roi Jacques Ier. Ces 19 volumes sont complétés par deux volumes écrits par Charles Harding Firth portant sur les dernières années du Protectorate, publiés en 1909.
Ces trois séries ont pour titres Histoire de l'Angleterre de l'accession au trône de Jacques Ier jusqu'au déclenchement de la première révolution anglaise, 1603-1642 (10 volumes, publiés en 1883 et 1884) ; Histoire de la première révolution anglaise, 1642-1649 (5 volumes, publiés en 1893) ; et Histoire du Commonwealth et du Protectorate, 1649-1660 (4 volumes, publiés en 1903). Gardiner explore le sujet de manière exhaustive et philosophique, tenant compte de l'histoire politique et constitutionnelle, des changements religieux, de pensées et de sentiments, de leurs causes et de leurs tendances. Beaucoup de ses sources originales n'existent que sous forme de manuscrits, ce qui lui a demandé des recherches infatigables mais productives dans des collections de manuscrits privées et publiques, à la fois en Angleterre, mais aussi dans les archives de Simancas, Venise, Rome, Bruxelles et Paris.
Il est possible que Gardiner ait été intéressé par cette période historique à cause de ses ancêtres, Oliver Cromwell et Henry Ireton, mais ses jugements ne sont pas pour autant biaisés, et ses analyses de ces personnages révèlent une grande perspicacité et une sensibilité fine, comme le démontrent ses analyses portant sur Jacques Ier, Francis Bacon, William Laud, Thomas Wentworth et Oliver Cromwell lui-même.
Sur les notions constitutionnelles, Gardiner écrit avec une perspicacité rendue possible par ses connaissances en philosophie politique. L'historien décrit d'une façon remarquable les rêves des idéalistes ainsi que les formes de gouvernement proposées par les hommes d'État de l'époque. Dans tout son travail, il met l'accent sur les éléments qui illustrent le progrès humain dans ses conceptions de la morale, de la religion et de la politique, en particulier le développement de l'idée de tolérance religieuse. Il trouve ses sources dans les écrits de pamphlétaires obscurs, dont les essais révèlent les courants de l'opinion publique d'alors. Son récit des relations entre l'Angleterre et les autres États prouve sa maîtrise de l'histoire européenne de l'époque. Ce récit est d'autant plus précieux que les recherches de Gardiner dans les sources manuscrites ont fait découvrir pour la première fois des éléments diplomatiques complexes et obscurs.
Le travail de Gardiner est long et minutieux. On[Qui ?] lui reproche cependant d'accorder une importance exagérée à quelques autorités qu'il a été le premier à révéler et à voir une tendance générale dans ce qui peut être vu seulement comme l'expression de l'excentricité de quelques individus. Il peut également prendre trop à la lettre les rapports d'ambassadeurs qui nécessitent une certaine interprétation. Gardiner peut également noyer le lecteur dans les détails de la correspondance diplomatique. Son style est clair et sans fioritures, se rapprochant de celui de Tacite. Il appelle à l'intellect plutôt qu'aux émotions et est rarement romanesque. Cela ne l'empêche pas d'écrire avec un pathos digne, dans ses descriptions de quelques scènes célèbres, comme l'exécution de Charles I.
La minutie du récit nuit à son intérêt. Bien que la structure du récit est généralement excellente, le lecteur voit le fil conducteur du récit brisé ici et là par l'intrusion d'incidents non immédiatement connectés. Il n'est pas facile de reprendre le fil des événements ensuite. En somme, Gardiner a les défauts de ses plus grandes qualités, soit sa justesse et son sens critique comme juge des personnages. Son travail manque donc d'enthousiasme et laisse le lecteur froid. Néanmoins, son œuvre, au demeurant remarquable, n'est pas sans beauté, car elle est marquée au coin du raffinement intellectuel et élevée par l'amour de la pureté.
Gardiner a écrit d'autres ouvrages, la plupart sur la même période, mais son nom reste avant tout associé à ses 19 volumes sur histoire de l'Angleterre. C'est le fruit d'une vie entière de travail inlassable, un monument splendide d'étude historique. Son statut d'historien a été formellement reconnu de son vivant. En 1882, on lui octroie une dotation de 150 livres par an sur liste civile, « en reconnaissance de ses contributions précieuses à l'histoire d'Angleterre ». Il est fait Doctor of Civil Law d'Oxford, Legum Doctor d'Édimbourg, et Ph.D. de Göttingen, de façon honoraire. Il est nommé étudiant d'honneur à Christ Church. En 1894, il décline l'invitation à devenir Regius Professor of Modern History à l'Université d'Oxford, craignant que ses responsabilités interfèrent avec son travail académique.
Mark Nixon analyse l’œuvre de Gardiner dans son ouvrage Samuel Rawson Gardiner and the Idea of History.
Comme l'écrit l'historien John Morrill dans le Reader's Guide to British History :

« Gardiner était un historien brillant, qui testait la véracité, l'exactitude et les préjugés de chaque source et se frayait un chemin à travers ses sources avec un soin et une clarté sans égaux, pour cette période ou pour toute autre. »

## Point de vue sur Oliver Cromwell

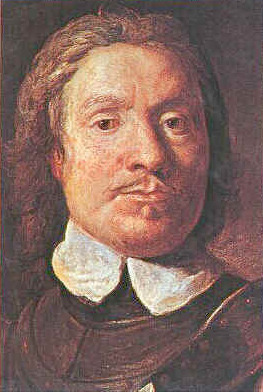
Oliver Cromwell.

De par son statut d'historien éminent, le point de vue de Gardiner sur Oliver Cromwell est particulièrement important. Peu de personnages historiques anglais ont suscité un plus grand nombre de jugements.
Gardiner écrit :
« 
L'homme — et il en est toujours ainsi avec les plus nobles — était plus grand que son œuvre. En son propre cœur se trouvait la résolution de subordonner le moi aux causes publiques et d'assujettir le matériel aux causes morales et spirituelles désirables. Il était limité par les défauts qui rendent imparfaits le caractère et l'intelligence des plus nobles et des plus sages des hommes. Il était limité encore davantage par la réticence de ses contemporains à épouser ses idées. Les coups qu'il avait portés contre l'ancien système ont eu des effets durables. Peu de gens souhaitaient le retour de la monarchie de droit divin, de l'autorité absolue d'une seule Chambre du Parlement ou du système laudien de gouverner l'Église. [...] Les forces vives de l'Angleterre, les forces qui renversaient ces obstacles et qui le portaient, firent de lui un nageur vigoureux et assuré, propulsé vers l'avant, porté par une marée historique.
Vers la fin de sa carrière de Protector, il en a été bien autrement. Son incapacité à établir un gouvernement permanent ne s'explique pas seulement par son manque d'imagination constructive, mais plutôt par deux autres éléments. Le premier est le ressentiment contre sa position, à la tête d'une armée coupable d'ingérence dans les affaires politiques et infligeant des fardeaux financiers à un peuple peu habitué à une imposition régulière. Le second élément est la réaction populaire contre les prétentions spirituelles du puritanisme dont il était devenu le porte-parole. [...] Ça n'était pas une réaction contre les doctrines religieuses ou les institutions ecclésiastiques soutenues par le Protecteur qui ont entraîné l'écroulement de son système de gouvernement. [...] Quand l'opposition n'était pas dirigée contre le militarisme, elle était dirigée contre l'introduction dans le monde politique de ce qui apparaissait comme une moralité trop difficile à atteindre. C'était une réaction qui attaquait particulièrement le puritanisme, mais qui aurait attaqué avec autant de force toute autre forme de religion qui, comme celle soutenue par Laud, recourait à la puissance de l'État pour faire valoir ses prétentions. Quoique Oliver ne fût pas un fanatique amer, comme les pamphlétaires royalistes après la Restauration l'ont faussement prétendu, il est impossible de nier qu'il s'efforçait, par le pouvoir de l'État, de conduire les hommes vers les voies d'une morale et d'une religion bien au-delà des limites de la nature humaine.
En traitant avec des nations étrangères, ses errements à cet égard étaient encore plus évidents parce qu'il avait beaucoup moins de connaissances sur les conditions d'une action efficace à l'étranger qu'il en avait sur ses terres. On peut dire raisonnablement qu'il en savait moins sur l’Écosse que sur l'Angleterre, moins sur l'Irlande que sur la Grande-Bretagne et moins du continent que sur n'importe laquelle des trois nations qu'il a gouvernées. On a dit parfois qu'Oliver faisait respecter l'Angleterre en Europe. Il serait plus conforme à la vérité de dire qu'il la faisait craindre.
La prétention d'Oliver à la grandeur peut être mise à l'épreuve par le fait incontestable que son caractère reçoit une reconnaissance de plus en plus grande au fur et à mesure du passage des siècles. Les limites de sa nature — l'unilatéralité de son zèle religieux, les erreurs de sa politique — sont ignorées. La noblesse de ses raisons, sa force de caractère et l'étendue de ses connaissances se sont imposées à l'esprit des générations pour lesquelles les buts qu'il poursuivait ont été atteints pour la plupart, même si les méthodes différèrent de celles qu'il avait envisagées. Même ceux qui ignorent obstinément ses desseins spirituels se souviennent avec gratitude de ses efforts inlassables pour faire de l'Angleterre une grande nation sur la terre comme sur la mer. Et il serait également bon pour eux de se rappeler aussi ses efforts constants pour rendre l'Angleterre digne de grandeur.
 »
— Samuel Rawson Gardiner, Oliver Cromwell (1901), p. 315-318.

## Ouvrages
- History of England from the Accession of James I to the Disgrace of Chief-justice Coke. 1602-1616 (Londres : Hurst and Blackett, 1863) lire en ligne
- Prince Charles and the Spanish Marriage, 1617-1623 (2 vols.) (Londres : Hurst and Blackett, 1869) lire en ligne
- The Thirty Years' War, 1618-1648 (Londres : Longmans, Green and Company, 1874) lire en ligne
- History of England from the Accession of James I to the Outbreak of the Civil War, 1603–1642 (10 volumes) (Londres : Longmans, Green and Company) (1883–1884, 1896–1901, 1904–1908) lire en ligne
- History of the Great Civil War, 1642–1649 (3 volumes) (Londres : Longmans, Green and Company, 1886-1891; 4 volumes, 1893-4, 1904-1905) lire en ligne
- The Constitutional Documents of the Puritan Revolution, 1628–1660 (Oxford : Clarendon Press, 1889, 1906, 1951) lire en ligne
- A Student's History of England, from the Earliest Times to 1885 (2 volumes) (Londres:  Longmans, Green and Company, 1890–1891, 1895-1897). lire en ligne
- The Hanoverian Period (Londres : T. Nelson and Sons, 1891) lire en ligne
- Outline of English History B.C. 55 - A.D. 1886 (Londres : Longmans, Green and Company, 1891) lire en ligne
- A School Atlas of English History (ed.) (Londres : Longmans, Green and Company, 1892) lire en ligne
- History of the Commonwealth and Protectorate, 1649–1660 (4 volumes) (Londres : Longman, Green and Company, 1897-1901, 1894-1903). lire en ligne
- What Gunpowder Plot Was (Londres, Longmans, Green and Company, 1897) lire en ligne
- Oliver Cromwell (Londres, Goupil and Company, 1899, 1901, 1903) lire en ligne
- Prince Rupert at Lisbon (ed.) (Londres: Royal Historical Society, 1902) lire en ligne
- Outline of English History B.C. 55-A.D. 1902 (Londres: Longmans, Green and Company, 1903, 1905) lire en ligne